# Bermude: la fossa maledetta
Bermude: la fossa maledetta è un film del 1978, diretto da Anthony Richmond (alias Tonino Ricci).
La pellicola rientra nel filone cinematografico di quei film, della seconda metà degli anni settanta, incentrati sul mistero del Triangolo delle Bermude che apparvero sul grande schermo in seguito al grande successo del libro di Charles Berlitz Bermuda, il triangolo maledetto (The Bermuda Triangle, 1974). Questi lungometraggi mescolano extraterrestri, civiltà scomparse, viaggi nel tempo, orrore e avventura.

## Trama
Santo Domingo. Le autorità locali recuperano, al largo della costa, il corpo di un uomo in evidente stato di incoscienza che galleggia alla deriva. Il naufrago risulta essere Andres un subacqueo professionista dato per disperso sei mesi prima e ora ritrovato incredibilmente vivo. Ricoverato in un centro di riabilitazione, grazie anche alla collaborazione della moglie Angelica e del fratello Ricardo che gli sono sempre vicini, il giovane recupera presto la salute senza però ricordare nulla di quanto accaduto.
Dopo qualche tempo Andres viene contattato dal signor Jackson un ambiguo uomo d'affari intenzionato a recuperare il prezioso contenuto di una cassetta precipitata, insieme all'aereo su cui viaggiava, nello stesso lembo di mare. Andres accetta l'incarico e insieme al suo socio Enrique inizia ad immergersi per portare a termine l'operazione. Durante una di queste immersioni Enrique viene inghiottito da una strana corrente sotterranea e scompare. Andres non si dà per vinto e con l'aiuto di Angelica riprende le ricerche fino a trovare il relitto dell'aereo precipitato. A questo punto inizia un susseguirsi di agguati e colpi di scena ma anche una scoperta stupefacente che porta alla luce una realtà sconvolgente, ossia che negli abissi è presente una fossa controllata da una misteriosa forza che si manifesta con una luce accecante e che usa gli squali come spietate guardie da aizzare contro chi osa avvicinarsi troppo.

## Produzione

### Cast
Nel cast del film compaiono Arthur Kennedy, stella hollywoodiana del passato in fase di declino, e l'attore Andrés García, che ha recitato anche in un altro film dedicato al "triangolo maledetto" e uscito pochi mesi prima, Il triangolo delle Bermude di René Cardona Jr..

## Promozione
"Il primo film sul «triangolo maledetto» che svela finalmente alcuni dei grandi misteri di questa affascinante parte del mondo" è lo slogan utilizzato per pubblicizzare il film sulle locandine inserite nelle pagine dedicate alla programmazione cinematografica dei quotidiani dell'epoca.

## Distribuzione

### Data di uscita
Alcune date di uscita internazionali nel corso del 1978 sono state:
- 28 giugno 1978 in Italia[4]
- 11 settembre 1978 in Spagna (Bermudas: la cueva de los tiburones)[5]

## Accoglienza

### Incassi
Si è classificato all'84º posto tra i primi 100 film di maggior incasso della stagione cinematografica italiana 1977-1978.

### Critica
In un articolo apparso sul quotidiano La Stampa all'epoca dell'uscita del film nelle sale cinematografiche, sono due le critiche principali mosse al regista del film. La prima è quella di riprendere (anche se solo come citazione) il concetto della bambola porta sfortuna già usato da René Cardona Jr. nel film Il triangolo delle Bermude. Mentre la seconda, e più grave, è quella di non riuscire a cavarsi d'impaccio una volta arrivato al massimo punto di suspense della pellicola, ovvero quando una ragazza sfiora la soluzione del mistero fotografando una fantomatica apparizione; è a questo punto, infatti, che il regista presenta prima un improbabile omino satanico che emette suoni simili a quelli di una sirena e poi distribuisce morti a casaccio per concludere l'opera con un punto interrogativo al posto della parola fine.
Fantafilm scrive che "la qualità non è degna di nota, ma la risposta del pubblico è incoraggiante" e che il film di Tonino Ricci "ripropone stancamente tutti gli stereotipi del genere aggiungendovi anche una vaga sottotrama gangsteristica [...] senza riuscire peraltro ad amalgamarli in forma narrativamente compiuta. Un'operazione scopertamente commerciale penalizzata da un budget risicato che costringe gli operatori a simulare il mondo sommerso attraverso trucchi fotografici molto artigianali, ma che consente a Tonino Ricci di cogliere saltuariamente qualche buona atmosfera".